# Copa do Brasil de Futebol de 2025
A Copa do Brasil de 2025 (por questões de patrocínio, Copa Betano do Brasil) é a 37.ª edição deste torneio de futebol realizado pela Confederação Brasileira de Futebol (CBF), iniciada no dia 18 de fevereiro. No total, 80 vagas foram distribuídas nos campeonatos estaduais e 12 vagas foram alocadas através dos campeões regionais (Copa Verde e Copa do Nordeste), campeões da Copa do Brasil e Série B, clubes classificados à Copa Libertadores da América de 2025 e uma vaga via Série A. O clube campeão garantirá vaga na fase de grupos da Copa Libertadores da América de 2026 e na Supercopa Rei de 2026.

## Alocação de equipe por federação
Um total de 92 equipes das 27 federações estaduais do Brasil estão definidas para participar da Copa do Brasil de Futebol de 2025. O ranking Nacional das Federações (RNF) é utilizado para determinar o número de times alocadas de cada federação, sendo 80 vagas via campeonatos estaduais do ano anterior:
- As federações 1–2 tem seis equipes qualificadas
- As federações 3–5 tem cinco equipes qualificados
- As federações 6–14 tem três equipes qualificadas
- As federações 15–27 tem duas equipes qualificadas

Além da alocação com base no ranking nacional, doze vagas adicionais são alocadas, conforme o critério observado abaixo:
- Critério 1: 12 vagas para os clubes classificados para a CONMEBOL Libertadores, os campeões da Copa do Nordeste, Copa Verde, da Série B do Campeonato Brasileiro e, caso seja necessário para se completar as 12 vagas, os clubes complementares oriundos da Série A do Campeonato Brasileiro, respeitando a ordem da classificação final.[nota 2]

| Pos. | Federação           | Pontos | Equipes | Notas                                 |
| ---- | ------------------- | ------ | ------- | ------------------------------------- |
| 1    | São Paulo           | 92 416 | 6       | +3 (Libertadores) +1 (Série B)        |
| 2    | Rio de Janeiro      | 57 607 | 6       | +1 (Copa do Brasil) +1 (Libertadores) |
| 3    | Rio Grande do Sul   | 41 508 | 5       | +1 (Libertadores)                     |
| 4    | Minas Gerais        | 40 481 | 5       | +1 (Série A)                          |
| 5    | Paraná              | 32 209 | 5       |                                       |
| 6    | Ceará               | 26 310 | 3       | +1 (Libertadores)                     |
| 7    | Goiás               | 25 942 | 3       |                                       |
| 8    | Santa Catarina      | 24 393 | 3       |                                       |
| 9    | Bahia               | 22 387 | 3       | +1 (Libertadores)                     |
| 10   | Pernambuco          | 12 978 | 3       |                                       |
| 11   | Alagoas             | 11 382 | 3       | +1 (Copa do Nordeste)                 |
| 12   | Mato Grosso         | 10 728 | 3       |                                       |
| 13   | Pará                | 9 651  | 3       | +1 (Copa Verde)                       |
| 14   | Rio Grande do Norte | 6 696  | 3       |                                       |

| Pos. | Federação          | Pontos | Equipes | Notas |
| ---- | ------------------ | ------ | ------- | ----- |
| 15   | Maranhão           | 6 641  | 2       |       |
| 16   | Amazonas           | 6 533  | 2       |       |
| 17   | Paraíba            | 5 638  | 2       |       |
| 18   | Sergipe            | 4 573  | 2       |       |
| 19   | Piauí              | 4 071  | 2       |       |
| 20   | Distrito Federal   | 3 433  | 2       |       |
| 21   | Espírito Santo     | 2 512  | 2       |       |
| 22   | Acre               | 2 360  | 2       |       |
| 23   | Tocantins          | 2 224  | 2       |       |
| 24   | Roraima            | 1 671  | 2       |       |
| 25   | Rondônia           | 1 511  | 2       |       |
| 26   | Mato Grosso do Sul | 1 410  | 2       |       |
| 27   | Amapá              | 1 285  | 2       |       |

Ranking de 13 de dezembro de 2024

## Equipes classificadas

### Estaduais,copase seletivas
Estes são os clubes classificados para esta edição:
| Estado              | Clube                | Forma de classificação                     |
| ------------------- | -------------------- | ------------------------------------------ |
| Acre                | Independência        | Campeão do Estadual 2024                   |
| Acre                | Humaitá              | Vice-campeão do Estadual 2024              |
| Alagoas             | ASA                  | Vice-campeão do Estadual 2024              |
| Alagoas             | CSE                  | 3.º colocado do Estadual 2024              |
| Alagoas             | CSA                  | Vencedor da Seletiva para a Copa do Brasil |
| Amapá               | Trem                 | Campeão do Estadual 2024                   |
| Amapá               | Oratório             | Vice-campeão do Estadual 2024              |
| Amazonas            | Manaus               | Campeão do Estadual 2024                   |
| Amazonas            | Amazonas             | Vice-campeão do Estadual 2024              |
| Bahia               | Vitória              | Campeão do Estadual 2024                   |
| Bahia               | Barcelona de Ilhéus  | 3.º colocado do Estadual 2024              |
| Bahia               | Jequié               | 4.º colocado do Estadual 2024              |
| Ceará               | Ceará                | Campeão do Estadual 2024                   |
| Ceará               | Maracanã-CE          | 3.º colocado do Estadual 2024              |
| Ceará               | Ferroviário          | Campeão da Copa Fares Lopes de 2024        |
| Distrito Federal    | Ceilândia            | Campeão do Metropolitano 2024              |
| Distrito Federal    | Capital-DF           | Vice-campeão do Metropolitano 2024         |
| Espírito Santo      | Rio Branco-ES        | Campeão do Estadual 2024                   |
| Espírito Santo      | Rio Branco VN        | Vice-campeão do Estadual 2024              |
| Goiás               | Atlético Goianiense  | Campeão do Estadual 2024                   |
| Goiás               | Vila Nova            | Vice-campeão do Estadual 2024              |
| Goiás               | Aparecidense         | 3.º colocado do Estadual 2024              |
| Maranhão            | Sampaio Corrêa       | Campeão do Estadual 2024                   |
| Maranhão            | Maranhão             | Vice-campeão do Estadual 2024              |
| Mato Grosso         | Cuiabá               | Campeão do Estadual 2024                   |
| Mato Grosso         | União Rondonópolis   | Vice-campeão do Estadual 2024              |
| Mato Grosso         | Operário VG          | Campeão da Copa FMF 2024                   |
| Mato Grosso do Sul  | Operário-MS          | Campeão do Estadual 2024                   |
| Mato Grosso do Sul  | Dourados             | Vice-campeão do Estadual 2024              |
| Minas Gerais        | Atlético Mineiro     | Campeão do Estadual 2024                   |
| Minas Gerais        | América Mineiro      | 3.º colocado do Estadual 2024              |
| Minas Gerais        | Tombense             | 4.º colocado do Estadual 2024              |
| Minas Gerais        | Athletic             | 5.º colocado do Estadual 2024              |
| Minas Gerais        | Pouso Alegre         | 6.º colocado do Estadual 2024              |
| Pará                | Remo                 | Vice-campeão do Estadual 2024              |
| Pará                | Águia de Marabá      | 4.º colocado do Estadual 2024              |
| Pará                | Tuna Luso            | Campeão da Copa Grão-Pará 2024             |
| Paraíba             | Sousa                | Campeão do Estadual 2024                   |
| Paraíba             | Botafogo-PB          | Vice-campeão do Estadual 2024              |
| Paraná              | Athletico Paranaense | Campeão do Estadual 2024                   |
| Paraná              | Maringá              | Vice-campeão do Estadual 2024              |
| Paraná              | Coritiba             | 3.º colocado do Estadual 2024              |
| Paraná              | Operário-PR          | 4.º colocado do Estadual 2024              |
| Paraná              | FC Cascavel          | 5.º colocado do Estadual 2024              |
| Pernambuco          | Sport                | Campeão do Estadual 2024                   |
| Pernambuco          | Náutico              | Vice-campeão do Estadual 2024              |
| Pernambuco          | Retrô                | 3.º colocado do Estadual 2024              |
| Piauí               | Altos                | Campeão do Estadual 2024                   |
| Piauí               | Parnahyba            | Vice-campeão do Estadual 2024              |
| Rio de Janeiro      | Nova Iguaçu          | Vice-campeão do Estadual 2024              |
| Rio de Janeiro      | Vasco da Gama        | 3.º colocado do Estadual 2024              |
| Rio de Janeiro      | Fluminense           | 4.º colocado do Estadual 2024              |
| Rio de Janeiro      | Boavista-RJ          | 6.º colocado do Estadual 2024              |
| Rio de Janeiro      | Portuguesa-RJ        | 7.º colocado do Estadual 2024              |
| Rio de Janeiro      | Olaria               | Vice-campeão da Copa Rio 2024              |
| Rio Grande do Norte | América de Natal     | Campeão do Estadual 2024                   |
| Rio Grande do Norte | Santa Cruz de Natal  | Vice-campeão do Estadual 2024              |
| Rio Grande do Norte | ABC                  | 3.º colocado do Estadual 2024              |
| Rio Grande do Sul   | Grêmio               | Campeão do Estadual 2024                   |
| Rio Grande do Sul   | Juventude            | Vice-campeão do Estadual 2024              |
| Rio Grande do Sul   | Caxias               | 4.º colocado do Estadual 2024              |
| Rio Grande do Sul   | Guarany de Bagé      | 5.º colocado do Estadual 2024              |
| Rio Grande do Sul   | São José-RS          | Campeão da Copa FGF 2024                   |
| Rondônia            | Gazin Porto Velho    | Campeão do Estadual 2024                   |
| Rondônia            | Barcelona-RO         | Vice-campeão do Estadual 2024              |
| Roraima             | GAS                  | Campeão do Estadual 2024                   |
| Roraima             | São Raimundo-RR      | Vice-campeão do Estadual 2024              |
| Santa Catarina      | Criciúma             | Campeão do Estadual 2024                   |
| Santa Catarina      | Brusque              | Vice-campeão do Estadual 2024              |
| Santa Catarina      | Concórdia            | Campeão da Copa Santa Catarina de 2024     |
| São Paulo           | Red Bull Bragantino  | 3.º colocado do Estadual 2024              |
| São Paulo           | Novorizontino        | 4.º colocado do Estadual 2024              |
| São Paulo           | Inter de Limeira     | 6.º colocado do Estadual 2024              |
| São Paulo           | Ponte Preta          | 7.º colocado do Estadual 2024              |
| São Paulo           | Portuguesa           | 8.º colocado do Estadual 2024              |
| São Paulo           | Votuporanguense      | Vice-campeão da Copa Paulista de 2024      |
| Sergipe             | Confiança            | Campeão do Estadual 2024                   |
| Sergipe             | Sergipe              | Vice-campeão do Estadual 2024              |
| Tocantins           | União-TO             | Campeão do Estadual 2024                   |
| Tocantins           | Tocantinópolis       | Vice-campeão do Estadual 2024              |

### Classificados diretamente à terceira fase
| Estado            | Clube         | Forma de classificação                     |
| ----------------- | ------------- | ------------------------------------------ |
| Alagoas           | CRB           | Vice-campeão da Copa do Nordeste 2024      |
| Bahia             | Bahia         | 8.º colocado do Campeonato Brasileiro 2024 |
| Ceará             | Fortaleza     | 4.º colocado do Campeonato Brasileiro 2024 |
| Minas Gerais      | Cruzeiro      | 9.º colocado do Campeonato Brasileiro 2024 |
| Pará              | Paysandu      | Campeão da Copa Verde 2024                 |
| Rio de Janeiro    | Botafogo      | Campeão da Copa Libertadores 2024          |
| Rio de Janeiro    | Flamengo      | Campeão da Copa do Brasil 2024             |
| Rio Grande do Sul | Internacional | 5.º colocado do Campeonato Brasileiro 2024 |
| São Paulo         | Corinthians   | 7.º colocado do Campeonato Brasileiro 2024 |
| São Paulo         | Palmeiras     | Vice-campeão do Campeonato Brasileiro 2024 |
| São Paulo         | Santos        | Campeão da Série B 2024                    |
| São Paulo         | São Paulo     | 6.º colocado do Campeonato Brasileiro 2024 |

## Calendário
Em 5 de dezembro, a CBF divulgou o calendário preliminar da competição.
| Fase             | Jogo único                                          | Jogo único                                          |
| ---------------- | --------------------------------------------------- | --------------------------------------------------- |
| Primeira fase    | Semana 1: 19 de fevereiro Semana 2: 26 de fevereiro | Semana 1: 19 de fevereiro Semana 2: 26 de fevereiro |
| Segunda fase     | Semana 1: 5 de março Semana 2: 12 de março          | Semana 1: 5 de março Semana 2: 12 de março          |
| Fase             | Ida                                                 | Volta                                               |
| Terceira fase    | 30 de abril                                         | 21 de maio                                          |
| Oitavas de final | 30 de julho                                         | 6 de agosto                                         |
| Quartas de final | 27 de agosto                                        | 11 de setembro                                      |
| Semifinais       | 5 de outubro                                        | 19 de outubro                                       |
| Finais           | 2 de novembro                                       | 9 de novembro                                       |

## Fases iniciais

### Sorteio
Os 80 clubes classificados para a competição são divididos em oito potes (A a H) com dez clubes cada, de acordo com o ranking da CBF. A partir daí, os cruzamentos entre os potes serão os seguintes: A x E; B x F; C x G e D x H. A primeira fase será realizada em partida única, com a equipe pior colocada no ranking jogando em casa e, diferente das edições anteriores, caso a partida termine em empate, haverá disputa por pênaltis — até a edição anterior, a melhor equipe ranqueada se classificava com o empate.
O sorteio foi marcado para 7 de fevereiro, pela CBF.

#### Potes do sorteio
Abaixo os potes de sorteio da competição com a classificação do clube no ranking da CBF entre parênteses:
| Primeira fase | Primeira fase | Primeira fase | Primeira fase |
| Pote A | Pote B | Pote C | Pote D |
| --- | --- | --- | --- |
| - Atlético Mineiro (5) - Athletico Paranaense (6) - Fluminense (7) - Grêmio (10) - América Mineiro (13) - Red Bull Bragantino (14) - Vasco da Gama (15) - Atlético Goianiense (17) - Juventude (18) - Cuiabá (20) | - Ceará (22) - Vitória (23) - Coritiba (24) - Sport (25) - Criciúma (26) - Vila Nova (29) - Operário-PR (31) - Ponte Preta (33) - Brusque (35) - Sampaio Corrêa (36)            | - Novorizontino (39) - Tombense (40) - CSA (42) - ABC (43) - Remo (44) - Náutico (46) - Amazonas (49) - Confiança (50) - Ferroviário (51) - Botafogo-PB (53)                                | - América de Natal (55) - Manaus (56) - São José-RS (57) - Aparecidense (59) - Altos (62) - Retrô (63) - Caxias (64) - Athletic (66) - Nova Iguaçu (67) - Portuguesa-RJ (68)            |
| Pote E | Pote F | Pote G | Pote H |
| - Sousa (69) - Águia de Marabá (70) - Tocantinópolis (71) - São Raimundo-RR (72) - Maringá (73) - FC Cascavel (76) - Pouso Alegre (77) - ASA (79) - União Rondonópolis (82) - Gazin Porto Velho (87)              | - Sergipe (88) - Humaitá (89) - Trem (89) - Ceilândia (94) - Inter de Limeira (96) - Maranhão (103) - Operário VG (105) - Tuna Luso (106) - Operário-MS (114) - Concórdia (125) | - CSE (132) - Boavista-RJ (142) - Parnahyba (144) - Maracanã-CE (153) - Santa Cruz de Natal (153) - GAS (176) - Rio Branco-ES (186) - Rio Branco VN (202) - Olaria (208) - Portuguesa (213) | - Votuporanguense (—) - Guarany de Bagé (—) - Barcelona de Ilhéus (—) - Jequié (—) - Capital-DF (—) - Independência (—) - União-TO (—) - Barcelona-RO (—) - Dourados (—) - Oratório (—) |

### Primeira fase
A primeira fase é disputada por 80 equipes, em partida única. As equipes mais bem sucedidas no ranking da CBF jogam como visitantes. Em caso de empate a vaga é decidida na disputa por pênaltis. Os confrontos dessa fase foram definidos através do sorteio.
Em itálico, as equipes que possuem o mando de campo no confronto e em negrito as equipes classificadas.
| Equipe 1            | Resultado   | Equipe 2             |
| ------------------- | ----------- | -------------------- |
| ASA                 | 1–1 (5–6 p) | Atlético Goianiense  |
| Jequié              | 1–2         | Retrô                |
| Tuna Luso           | 1–0         | Sampaio Corrêa       |
| Boavista-RJ         | 0–2         | CSA                  |
| União Rondonópolis  | 0–3         | Vasco da Gama        |
| Barcelona-RO        | 1–4         | Nova Iguaçu          |
| Humaitá             | 0–0 (1–3 p) | Operário-PR          |
| CSE                 | 1–3         | Tombense             |
| Pouso Alegre        | 0–2         | Athletico Paranaense |
| Guarany de Bagé     | 2–1         | Altos                |
| Ceilândia           | 2–2 (4–2 p) | Coritiba             |
| Maracanã-CE         | 1–1 (5–4 p) | Ferroviário          |
| Gazin Porto Velho   | 0–0 (4–3 p) | Cuiabá               |
| Capital-DF          | 0–0 (5–3 p) | Portuguesa-RJ        |
| Sergipe             | 0–2         | Ceará                |
| Parnahyba           | 0–5         | Confiança            |
| Maringá             | 1–0         | Juventude            |
| União-TO            | 4–2         | América de Natal     |
| Concórdia           | 2–1         | Ponte Preta          |
| Portuguesa          | 1–1 (3–4 p) | Botafogo-PB          |
| São Raimundo-RR     | 1–1 (1–4 p) | Grêmio               |
| Barcelona de Ilhéus | 1–2         | Athletic             |
| Maranhão            | 0–1         | Vitória              |
| Santa Cruz de Natal | 0–4         | Náutico              |
| Sousa               | 1–1 (4–5 p) | Red Bull Bragantino  |
| Oratório            | 1–3         | São José-RS          |
| Operário-MS         | 0–1         | Criciúma             |
| GAS                 | 0–4         | Remo                 |
| FC Cascavel         | 1–0         | América Mineiro      |
| Votuporanguense     | 2–2 (4–5 p) | Aparecidense         |
| Inter de Limeira    | 0–0 (6–7 p) | Vila Nova            |
| Rio Branco VN       | 0–0 (5–3 p) | Amazonas             |
| Tocantinópolis      | 0–2         | Atlético Mineiro     |
| Independência       | 1–1 (2–4 p) | Manaus               |
| Trem                | 0–2         | Brusque              |
| Olaria              | 1–0         | ABC                  |
| Águia de Marabá     | 0–8         | Fluminense           |
| Dourados            | 0–2         | Caxias               |
| Operário VG         | 0–0 (4–2 p) | Sport                |
| Rio Branco-ES       | 1–3         | Novorizontino        |

### Segunda fase
A segunda fase será disputada pelas 40 equipes vencedoras da fase anterior, em partida única. Em caso de empate a vaga será decidida na disputa por pênaltis. Os confrontos desta fase seguirão os chaveamentos predeterminados na fase anterior.
Em itálico, as equipes que possuem o mando de campo no confronto e em negrito as equipes classificadas.
| Equipe 1             | Resultado   | Equipe 2          |
| -------------------- | ----------- | ----------------- |
| Atlético Goianiense  | 1–1 (1–4 p) | Retrô             |
| CSA                  | 5–0         | Tuna Luso         |
| Nova Iguaçu          | 0–3         | Vasco da Gama     |
| Operário-PR          | 1–0         | Tombense          |
| Athletico Paranaense | 3–1         | Guarany de Bagé   |
| Maracanã-CE          | 0–0 (4–3 p) | Ceilândia         |
| Capital-DF           | 3–1         | Gazin Porto Velho |
| Ceará                | 2–2 (3–0 p) | Confiança         |
| Maringá              | 4–2         | União-TO          |
| Botafogo-PB          | 4–0         | Concórdia         |
| Athletic             | 3–3 (7–8 p) | Grêmio            |
| Vitória              | 0–2         | Náutico           |
| Red Bull Bragantino  | 1–1 (4–2 p) | São José-RS       |
| Remo                 | 1–2         | Criciúma          |
| Aparecidense         | 1–0         | FC Cascavel       |
| Vila Nova            | 6–0         | Rio Branco VN     |
| Atlético Mineiro     | 4–1         | Manaus            |
| Olaria               | 1–2         | Brusque           |
| Caxias               | 1–2         | Fluminense        |
| Operário VG          | 0–1         | Novorizontino     |

## Terceira fase
Será disputada pelas 20 equipes vencedoras da fase anterior mais os 12 clubes que entram diretamente nessa fase. Em caso de empate a vaga será decidida na disputa por pênaltis. Os 32 clubes classificados serão divididos em dois blocos de acordo com a posição do Ranking da CBF e definidos em sorteio público.
| Pote 1 | Pote 2 |
| --- | --- |
| Flamengo (1) São Paulo (2) Palmeiras (3) Corinthians (4) Atlético Mineiro (5) Athletico Paranaense (6) Fluminense (7) Botafogo (8) Fortaleza (9) Grêmio (10) Bahia (11) Internacional (12) Red Bull Bragantino (14) Vasco da Gama (15) Santos (16) Cruzeiro (19) | Ceará (22) Criciúma (26) CRB (27) Vila Nova (29) Operário-PR (31) Brusque (35) Novorizontino (39) Paysandu (41) CSA (42) Náutico (46) Botafogo-PB (53) Aparecidense (59) Retrô (63) Maringá (73) Maracanã-CE (153) Capital-DF (—) |

Em itálico, as equipes que possuem o mando de campo no primeiro jogo e em negrito as equipes classificadas.
| Equipe 1      | Total       | Equipe 2             | 1.º jogo | 2.º jogo |
| ------------- | ----------- | -------------------- | -------- | -------- |
| Operário-PR   | 2–2 (6–7 p) | Vasco da Gama        | 1–1      | 1–1      |
| Fluminense    | 5–1         | Aparecidense         | 1–0      | 4–1      |
| Paysandu      | 0–5         | Bahia                | 0–1      | 0–4      |
| Botafogo      | 4–1         | Capital-DF           | 4–0      | 0–1      |
| Internacional | 4–0         | Maracanã-CE          | 1–0      | 3–0      |
| Retrô         | 2–2 (4–1 p) | Fortaleza            | 1–1      | 1–1      |
| Brusque       | 0–1         | Athletico Paranaense | 0–0      | 0–1      |
| Ceará         | 0–4         | Palmeiras            | 0–1      | 0–3      |
| Maringá       | 2–6         | Atlético Mineiro     | 2–2      | 0–4      |
| Botafogo-PB   | 2–5         | Flamengo             | 0–1      | 2–4      |
| São Paulo     | 4–2         | Náutico              | 2–1      | 2–1      |
| Cruzeiro      | 5–0         | Vila Nova            | 2–0      | 3–0      |
| Santos        | 1–1 (4–5 p) | CRB                  | 1–1      | 0–0      |
| Novorizontino | 0–2         | Corinthians          | 0–1      | 0–1      |
| Criciúma      | 1–6         | Red Bull Bragantino  | 1–0      | 0–6      |
| CSA           | 3–2         | Grêmio               | 3–2      | 0–0      |

## Fase final

### Oitavas de final
As oitavas de final serão disputadas pelas 16 equipes pré-classificadas com os confrontos definidos em sorteio. Jogarão partidas eliminatórias de ida e volta. Em caso de empate no placar agregado, a vaga será definida na disputa por pênaltis.

#### Sorteio
Nesta fase, todas as 16 equipes classificadas são colocadas em pote único, sem restrição de cruzamentos. A CBF definiu a data do sorteio para 2 de junho às 15 horas e 30 minutos.
| Pote único |
| --- |
| Flamengo (1) São Paulo (2) Palmeiras (3) Corinthians (4) Atlético Mineiro (5) Athletico Paranaense (6) Fluminense (7) Botafogo (8) Bahia (11) Internacional (12) Red Bull Bragantino (14) Vasco da Gama (15) Cruzeiro (19) CRB (27) CSA (42) Retrô (63) |

#### Confrontos
Em itálico, as equipes que possuem o mando de campo no primeiro jogo e em negrito as equipes classificadas.
| Equipe 1      | Total       | Equipe 2             | 1.º jogo | 2.º jogo |
| ------------- | ----------- | -------------------- | -------- | -------- |
| São Paulo     | 2–2 (0–3 p) | Athletico Paranaense | 2–1      | 0–1      |
| Flamengo      | 1–1 (3–4 p) | Atlético Mineiro     | 0–1      | 1–0      |
| Bahia         | 3–2         | Retrô                | 3–2      | 0–0      |
| Internacional | 2–3         | Fluminense           | 1–2      | 1–1      |
| Cruzeiro      | 2–0         | CRB                  | 0–0      | 2–0      |
| CSA           | 1–3         | Vasco da Gama        | 0–0      | 1–3      |
| Corinthians   | 3–0         | Palmeiras            | 1–0      | 2–0      |
| Botafogo      | 3–0         | Red Bull Bragantino  | 2–0      | 1–0      |

### Quartas de final
As quartas de final serão disputadas pelas oito equipes pré-classificadas com os confrontos definidos em sorteio. Jogarão partidas eliminatórias de ida e volta. Em caso de empate no placar agregado, a vaga será definida na disputa por pênaltis.
Nesta fase, assim como na fase anterior, não houve separação de potes. Todas as oito equipes vencedoras das oitavas de final foram colocadas em pote único, sem restrição de cruzamentos.

#### Sorteio
Nesta fase, assim como na fase anterior, não houve separação de potes. Todas as oito equipes vencedoras das oitavas de final serão colocadas em pote único, sem restrição de cruzamentos. O sorteio será realizado, pela CBF, em 12 de agosto, a partir das 10 horas, na sede da entidade.
| Pote único |
| --- |
| Corinthians (4) Atlético Mineiro (5) Athletico Paranaense (6) Fluminense (7) Botafogo (8) Bahia (11) Vasco da Gama (15) Cruzeiro (19) |

#### Confrontos
Em itálico, as equipes que possuem o mando de campo no primeiro jogo e em negrito as equipes classificadas.
| Equipe 1             | Total | Equipe 2    | 1.º jogo | 2.º jogo |
| -------------------- | ----- | ----------- | -------- | -------- |
| Atlético Mineiro     | –     | Cruzeiro    | 27/ago   | 11/set   |
| Athletico Paranaense | –     | Corinthians | 27/ago   | 11/set   |
| Vasco da Gama        | –     | Botafogo    | 27/ago   | 11/set   |
| Bahia                | –     | Fluminense  | 27/ago   | 11/set   |

## Público
Maiores públicos
Estes são os dez maiores públicos do campeonato:
| Nº | Público | Mandante         | Placar | Visitante            | Estádio           | Data        | Fase     | Ref.   |
| -- | ------- | ---------------- | ------ | -------------------- | ----------------- | ----------- | -------- | ------ |
| 1  | 60 394  | Flamengo         | 0–1    | Atlético Mineiro     | Maracanã          | 31 de julho | Oitavas  | [ 16 ] |
| 2  | 45 492  | Corinthians      | 1–0    | Palmeiras            | Neo Química Arena | 30 de julho | Oitavas  | [ 17 ] |
| 3  | 43 955  | Ceará            | 0–1    | Palmeiras            | Arena Castelão    | 30 de abril | 3.ª fase | [ 18 ] |
| 4  | 41 983  | São Paulo        | 2–1    | Athletico Paranaense | MorumBIS          | 31 de julho | Oitavas  | [ 19 ] |
| 5  | 41 466  | Palmeiras        | 0–2    | Corinthians          | Allianz Parque    | 6 de agosto | Oitavas  | [ 20 ] |
| 6  | 40 505  | Corinthians      | 1–0    | Novorizontino        | Neo Química Arena | 21 de maio  | 3.ª fase | [ 21 ] |
| 7  | 38 598  | Palmeiras        | 3–0    | Ceará                | Allianz Parque    | 22 de maio  | 3.ª fase | [ 22 ] |
| 8  | 35 619  | Atlético Mineiro | 0–1    | Flamengo             | Arena MRV         | 6 de agosto | Oitavas  | [ 23 ] |
| 9  | 34 948  | Internacional    | 1–2    | Fluminense           | Beira-Rio         | 30 de julho | Oitavas  | [ 24 ] |
| 10 | 30 403  | Bahia            | 4–0    | Paysandu             | Arena Fonte Nova  | 21 de maio  | 3.ª fase | [ 25 ] |

Menores públicos
Estes são os dez menores públicos do campeonato:
| Nº | Público | Mandante            | Placar | Visitante      | Estádio          | Data            | Fase     | Ref.   |
| -- | ------- | ------------------- | ------ | -------------- | ---------------- | --------------- | -------- | ------ |
| 1  | 97      | Barcelona de Ilhéus | 1–2    | Athletic       | Waldomirão       | 25 de fevereiro | 1.ª fase | [ 26 ] |
| 2  | 229     | Maracanã-CE         | 0–0    | Ceilândia      | Domingão         | 12 de março     | 2.ª fase | [ 27 ] |
| 3  | 267     | Parnahyba           | 0–5    | Confiança      | Albertão         | 26 de fevereiro | 1.ª fase | [ 28 ] |
| 4  | 312     | Maracanã-CE         | 1–1    | Ferroviário    | Domingão         | 26 de fevereiro | 1.ª fase | [ 29 ] |
| 5  | 317     | Retrô               | 1–1    | Fortaleza      | Arena Pernambuco | 29 de abril     | 3.ª fase | [ 30 ] |
| 6  | 336     | Santa Cruz de Natal | 0–4    | Náutico        | Frasqueirão      | 19 de fevereiro | 1.ª fase | [ 31 ] |
| 7  | 410     | Barcelona-RO        | 1–4    | Nova Iguaçu    | Aluízão          | 26 de fevereiro | 1.ª fase | [ 32 ] |
| 8  | 416     | Maranhão            | 0–1    | Vitória        | Castelão         | 25 de fevereiro | 1.ª fase | [ 33 ] |
| 9  | 504     | Olaria              | 1–0    | ABC            | Moça Bonita      | 20 de fevereiro | 1.ª fase | [ 34 ] |
| 10 | 527     | Tuna Luso           | 1–0    | Sampaio Corrêa | Souza            | 19 de fevereiro | 1.ª fase | [ 35 ] |

## Artilharia
| Gols | Jogador       | Equipe               |
| ---- | ------------- | -------------------- |
| 4    | Everaldo      | Fluminense           |
| 4    | Germán Cano   | Fluminense           |
| 4    | Luiz Fernando | Athletico Paranaense |
| 4    | Rayan         | Vasco da Gama        |

### Hat-tricks
| Jogador       | Clube                | Adversário      | Placar  | Data        | Ref.   |
| ------------- | -------------------- | --------------- | ------- | ----------- | ------ |
| Luiz Fernando | Athletico Paranaense | Guarany de Bagé | 3–1 (C) | 13 de março | [ 37 ] |
| Lucas Barbosa | Red Bull Bragantino  | Criciúma        | 6–0 (C) | 22 de maio  | [ 38 ] |

## Classificação geral
Oficialmente, a CBF não reconhece uma classificação geral na Copa do Brasil. A seguir, uma tabela classificando os clubes de acordo com a fase alcançada, considerando como critério de desempate — após os próprios critérios de desempate da competição — a ordem alfabética.
| Classificação final                                     | Classificação final | Classificação final | Classificação final | Classificação final | Classificação final | Classificação final | Classificação final | Classificação final | Classificação final | Classificação final | Classificação final |
| Pos.                                                    | Equipes             | P                   | J                   | V                   | E                   | D                   | GP                  | GC                  | SG                  |                     |                     |
| ------------------------------------------------------- | ------------------- | ------------------- | ------------------- | ------------------- | ------------------- | ------------------- | ------------------- | ------------------- | ------------------- | ------------------- | ------------------- |
| Campeão e classificado para a Copa Libertadores de 2026 |                     |                     |                     |                     |                     |                     |                     |                     |                     |                     |                     |
| 1                                                       |                     |                     |                     |                     |                     |                     |                     |                     |                     |                     |                     |
| Vice-campeão                                            |                     |                     |                     |                     |                     |                     |                     |                     |                     |                     |                     |
| 2                                                       |                     |                     |                     |                     |                     |                     |                     |                     |                     |                     |                     |
| Eliminados nas semifinais                               |                     |                     |                     |                     |                     |                     |                     |                     |                     |                     |                     |
| 3                                                       |                     |                     |                     |                     |                     |                     |                     |                     |                     |                     |                     |
| 4                                                       |                     |                     |                     |                     |                     |                     |                     |                     |                     |                     |                     |
| Eliminados nas quartas de final                         |                     |                     |                     |                     |                     |                     |                     |                     |                     |                     |                     |
| 5                                                       |                     |                     |                     |                     |                     |                     |                     |                     |                     |                     |                     |
| 6                                                       |                     |                     |                     |                     |                     |                     |                     |                     |                     |                     |                     |
| 7                                                       |                     |                     |                     |                     |                     |                     |                     |                     |                     |                     |                     |
| 8                                                       |                     |                     |                     |                     |                     |                     |                     |                     |                     |                     |                     |
| Eliminados nas oitavas de final                         |                     |                     |                     |                     |                     |                     |                     |                     |                     |                     |                     |
| 9                                                       | CSA                 | 11                  | 6                   | 3                   | 2                   | 1                   | 11                  | 5                   | +6                  |                     |                     |
| 10                                                      | Flamengo            | 9                   | 4                   | 3                   | 0                   | 1                   | 6                   | 3                   | +3                  |                     |                     |
| 11                                                      | São Paulo           | 9                   | 4                   | 3                   | 0                   | 1                   | 6                   | 4                   | +2                  |                     |                     |
| 12                                                      | Internacional       | 7                   | 4                   | 2                   | 1                   | 1                   | 6                   | 3                   | +3                  |                     |                     |
| 13                                                      | Retrô               | 7                   | 6                   | 1                   | 4                   | 1                   | 7                   | 7                   | 0                   |                     |                     |
| 14                                                      | Palmeiras           | 6                   | 4                   | 2                   | 0                   | 2                   | 4                   | 3                   | +1                  |                     |                     |
| 15                                                      | Red Bull Bragantino | 5                   | 6                   | 1                   | 2                   | 3                   | 8                   | 6                   | +2                  |                     |                     |
| 16                                                      | CRB                 | 3                   | 4                   | 0                   | 3                   | 1                   | 1                   | 3                   | –2                  |                     |                     |
| Eliminados na terceira fase                             |                     |                     |                     |                     |                     |                     |                     |                     |                     |                     |                     |
| 17                                                      | Criciúma            | 9                   | 4                   | 3                   | 0                   | 1                   | 4                   | 7                   | –3                  |                     |                     |
| 18                                                      | Brusque             | 7                   | 4                   | 2                   | 1                   | 1                   | 4                   | 2                   | +2                  |                     |                     |
| 19                                                      | Maringá             | 7                   | 4                   | 2                   | 1                   | 1                   | 7                   | 8                   | –1                  |                     |                     |
| 20                                                      | Capital-DF          | 7                   | 4                   | 2                   | 1                   | 1                   | 4                   | 5                   | –1                  |                     |                     |
| 21                                                      | Náutico             | 6                   | 4                   | 2                   | 0                   | 2                   | 8                   | 4                   | +4                  |                     |                     |
| 22                                                      | Novorizontino       | 6                   | 4                   | 2                   | 0                   | 2                   | 4                   | 3                   | +1                  |                     |                     |
| 23                                                      | Operário-PR         | 6                   | 4                   | 1                   | 3                   | 0                   | 3                   | 2                   | +1                  |                     |                     |
| 24                                                      | Botafogo-PB         | 4                   | 4                   | 1                   | 1                   | 2                   | 7                   | 6                   | +1                  |                     |                     |
| 25                                                      | Vila Nova           | 4                   | 4                   | 1                   | 1                   | 2                   | 6                   | 5                   | +1                  |                     |                     |
| 26                                                      | Ceará               | 4                   | 4                   | 1                   | 1                   | 2                   | 4                   | 6                   | –2                  |                     |                     |
| 27                                                      | Aparecidense        | 4                   | 4                   | 1                   | 1                   | 2                   | 4                   | 7                   | –3                  |                     |                     |
| 28                                                      | Grêmio              | 3                   | 4                   | 0                   | 3                   | 1                   | 6                   | 7                   | –1                  |                     |                     |
| 29                                                      | Fortaleza           | 2                   | 2                   | 0                   | 2                   | 0                   | 2                   | 2                   | 0                   |                     |                     |
| 30                                                      | Santos              | 2                   | 2                   | 0                   | 2                   | 0                   | 1                   | 1                   | 0                   |                     |                     |
| 31                                                      | Maracanã-CE         | 2                   | 4                   | 0                   | 2                   | 2                   | 1                   | 5                   | –4                  |                     |                     |
| 32                                                      | Paysandu            | 0                   | 2                   | 0                   | 0                   | 2                   | 0                   | 5                   | –5                  |                     |                     |
| Eliminados na segunda fase                              |                     |                     |                     |                     |                     |                     |                     |                     |                     |                     |                     |
| 33                                                      | Confiança           | 4                   | 2                   | 1                   | 1                   | 0                   | 7                   | 2                   | +5                  |                     |                     |
| 34                                                      | São José-RS         | 4                   | 2                   | 1                   | 1                   | 0                   | 4                   | 2                   | +2                  |                     |                     |
| 35                                                      | Athletic            | 4                   | 2                   | 1                   | 1                   | 0                   | 5                   | 4                   | +1                  |                     |                     |
| 36                                                      | Remo                | 3                   | 2                   | 1                   | 0                   | 1                   | 5                   | 2                   | +3                  |                     |                     |
| 37                                                      | Caxias              | 3                   | 2                   | 1                   | 0                   | 1                   | 3                   | 2                   | +1                  |                     |                     |
| 37                                                      | Tombense            | 3                   | 2                   | 1                   | 0                   | 1                   | 3                   | 2                   | +1                  |                     |                     |
| 39                                                      | União-TO            | 3                   | 2                   | 1                   | 0                   | 1                   | 6                   | 6                   | 0                   |                     |                     |
| 40                                                      | Nova Iguaçu         | 3                   | 2                   | 1                   | 0                   | 1                   | 4                   | 4                   | 0                   |                     |                     |
| 41                                                      | Olaria              | 3                   | 2                   | 1                   | 0                   | 1                   | 2                   | 2                   | 0                   |                     |                     |
| 42                                                      | FC Cascavel         | 3                   | 2                   | 1                   | 0                   | 1                   | 1                   | 1                   | 0                   |                     |                     |
| 43                                                      | Guarany de Bagé     | 3                   | 2                   | 1                   | 0                   | 1                   | 3                   | 4                   | –1                  |                     |                     |
| 44                                                      | Vitória             | 3                   | 2                   | 1                   | 0                   | 1                   | 1                   | 2                   | –1                  |                     |                     |
| 45                                                      | Concórdia           | 3                   | 2                   | 1                   | 0                   | 1                   | 2                   | 5                   | –3                  |                     |                     |
| 46                                                      | Tuna Luso           | 3                   | 2                   | 1                   | 0                   | 1                   | 1                   | 5                   | –4                  |                     |                     |
| 47                                                      | Atlético Goianiense | 2                   | 2                   | 0                   | 2                   | 0                   | 2                   | 2                   | 0                   |                     |                     |
| 47                                                      | Ceilândia           | 2                   | 2                   | 0                   | 2                   | 0                   | 2                   | 2                   | 0                   |                     |                     |
| 49                                                      | Operário VG         | 1                   | 2                   | 0                   | 1                   | 1                   | 0                   | 1                   | –1                  |                     |                     |
| 50                                                      | Gazin Porto Velho   | 1                   | 2                   | 0                   | 1                   | 1                   | 1                   | 3                   | –2                  |                     |                     |
| 51                                                      | Manaus              | 1                   | 2                   | 0                   | 1                   | 1                   | 2                   | 5                   | –3                  |                     |                     |
| 52                                                      | Rio Branco VN       | 1                   | 2                   | 0                   | 1                   | 1                   | 0                   | 6                   | –6                  |                     |                     |

| Classificação final         | Classificação final | Classificação final | Classificação final | Classificação final | Classificação final | Classificação final | Classificação final | Classificação final | Classificação final | Classificação final | Classificação final |
| Pos.                        | Equipes             | P                   | J                   | V                   | E                   | D                   | GP                  | GC                  | SG                  |                     |                     |
| --------------------------- | ------------------- | ------------------- | ------------------- | ------------------- | ------------------- | ------------------- | ------------------- | ------------------- | ------------------- | ------------------- | ------------------- |
| Eliminados na primeira fase |                     |                     |                     |                     |                     |                     |                     |                     |                     |                     |                     |
| 53                          | Coritiba            | 1                   | 1                   | 0                   | 1                   | 0                   | 2                   | 2                   | 0                   |                     |                     |
| 53                          | Votuporanguense     | 1                   | 1                   | 0                   | 1                   | 0                   | 2                   | 2                   | 0                   |                     |                     |
| 55                          | ASA                 | 1                   | 1                   | 0                   | 1                   | 0                   | 1                   | 1                   | 0                   |                     |                     |
| 55                          | Ferroviário         | 1                   | 1                   | 0                   | 1                   | 0                   | 1                   | 1                   | 0                   |                     |                     |
| 55                          | Independência       | 1                   | 1                   | 0                   | 1                   | 0                   | 1                   | 1                   | 0                   |                     |                     |
| 55                          | Portuguesa          | 1                   | 1                   | 0                   | 1                   | 0                   | 1                   | 1                   | 0                   |                     |                     |
| 55                          | São Raimundo-RR     | 1                   | 1                   | 0                   | 1                   | 0                   | 1                   | 1                   | 0                   |                     |                     |
| 55                          | Sousa               | 1                   | 1                   | 0                   | 1                   | 0                   | 1                   | 1                   | 0                   |                     |                     |
| 61                          | Amazonas            | 1                   | 1                   | 0                   | 1                   | 0                   | 0                   | 0                   | 0                   |                     |                     |
| 61                          | Cuiabá              | 1                   | 1                   | 0                   | 1                   | 0                   | 0                   | 0                   | 0                   |                     |                     |
| 61                          | Humaitá             | 1                   | 1                   | 0                   | 1                   | 0                   | 0                   | 0                   | 0                   |                     |                     |
| 61                          | Inter de Limeira    | 1                   | 1                   | 0                   | 1                   | 0                   | 0                   | 0                   | 0                   |                     |                     |
| 61                          | Portuguesa-RJ       | 1                   | 1                   | 0                   | 1                   | 0                   | 0                   | 0                   | 0                   |                     |                     |
| 61                          | Sport               | 1                   | 1                   | 0                   | 1                   | 0                   | 0                   | 0                   | 0                   |                     |                     |
| 67                          | Altos               | 0                   | 1                   | 0                   | 0                   | 1                   | 1                   | 2                   | –1                  |                     |                     |
| 67                          | Barcelona de Ilhéus | 0                   | 1                   | 0                   | 0                   | 1                   | 1                   | 2                   | –1                  |                     |                     |
| 67                          | Jequié              | 0                   | 1                   | 0                   | 0                   | 1                   | 1                   | 2                   | –1                  |                     |                     |
| 67                          | Ponte Preta         | 0                   | 1                   | 0                   | 0                   | 1                   | 1                   | 2                   | –1                  |                     |                     |
| 71                          | ABC                 | 0                   | 1                   | 0                   | 0                   | 1                   | 0                   | 1                   | –1                  |                     |                     |
| 71                          | América Mineiro     | 0                   | 1                   | 0                   | 0                   | 1                   | 0                   | 1                   | –1                  |                     |                     |
| 71                          | Juventude           | 0                   | 1                   | 0                   | 0                   | 1                   | 0                   | 1                   | –1                  |                     |                     |
| 71                          | Maranhão            | 0                   | 1                   | 0                   | 0                   | 1                   | 0                   | 1                   | –1                  |                     |                     |
| 71                          | Operário-MS         | 0                   | 1                   | 0                   | 0                   | 1                   | 0                   | 1                   | –1                  |                     |                     |
| 71                          | Sampaio Corrêa      | 0                   | 1                   | 0                   | 0                   | 1                   | 0                   | 1                   | –1                  |                     |                     |
| 77                          | América de Natal    | 0                   | 1                   | 0                   | 0                   | 1                   | 2                   | 4                   | –2                  |                     |                     |
| 78                          | CSE                 | 0                   | 1                   | 0                   | 0                   | 1                   | 1                   | 3                   | –2                  |                     |                     |
| 78                          | Oratório            | 0                   | 1                   | 0                   | 0                   | 1                   | 1                   | 3                   | –2                  |                     |                     |
| 78                          | Rio Branco-ES       | 0                   | 1                   | 0                   | 0                   | 1                   | 1                   | 3                   | –2                  |                     |                     |
| 81                          | Boavista-RJ         | 0                   | 1                   | 0                   | 0                   | 1                   | 0                   | 2                   | –2                  |                     |                     |
| 81                          | Dourados            | 0                   | 1                   | 0                   | 0                   | 1                   | 0                   | 2                   | –2                  |                     |                     |
| 81                          | Pouso Alegre        | 0                   | 1                   | 0                   | 0                   | 1                   | 0                   | 2                   | –2                  |                     |                     |
| 81                          | Sergipe             | 0                   | 1                   | 0                   | 0                   | 1                   | 0                   | 2                   | –2                  |                     |                     |
| 81                          | Tocantinópolis      | 0                   | 1                   | 0                   | 0                   | 1                   | 0                   | 2                   | –2                  |                     |                     |
| 81                          | Trem                | 0                   | 1                   | 0                   | 0                   | 1                   | 0                   | 2                   | –2                  |                     |                     |
| 87                          | Barcelona-RO        | 0                   | 1                   | 0                   | 0                   | 1                   | 1                   | 4                   | –3                  |                     |                     |
| 88                          | União Rondonópolis  | 0                   | 1                   | 0                   | 0                   | 1                   | 0                   | 3                   | –3                  |                     |                     |
| 89                          | GAS                 | 0                   | 1                   | 0                   | 0                   | 1                   | 0                   | 4                   | –4                  |                     |                     |
| 89                          | Santa Cruz de Natal | 0                   | 1                   | 0                   | 0                   | 1                   | 0                   | 4                   | –4                  |                     |                     |
| 91                          | Parnahyba           | 0                   | 1                   | 0                   | 0                   | 1                   | 0                   | 5                   | –5                  |                     |                     |
| 92                          | Águia de Marabá     | 0                   | 1                   | 0                   | 0                   | 1                   | 0                   | 8                   | –8                  |                     |                     |

Legenda:
| Campeão Vice-campeão | Eliminados nas semifinais Eliminados nas quartas de final | Eliminados nas oitavas de final Eliminados na 3.ª fase | Eliminados na 2.ª fase Eliminados na 1.ª fase |